# Jerry Lee's Greatest
Albums de Jerry Lee Lewis
Jerry Lee Lewis
(1958) Rockin' with Jerry Lee Lewis
(1963)
Jerry Lee's Greatest est un album de Jerry Lee Lewis, sorti en 1961.

## Contexte
Bien que Jerry Lee Lewis était sous le label Sun Records de 1956 à 1963 - bien plus longtemps qu'Elvis Presley ou Johnny Cash - seuls deux albums sont produits chez Sun sous le nom de Jerry Lee Lewis, le second étant Jerry Lee's Greatest en 1961. L'une des raisons est le manque d'enthousiasme du producteur, Sam Phillips, à la suite du mariage scandaleux de Jerry Lee Lewis avec sa cousine Myra, âgée de 13 ans, celle-ci apparaissant durant la tournée en Grande-Bretagne, en 1958, faisant dérailler la carrière du chanteur. Dans sa biographie autorisée, de 2014, Rick Bragg (en) Jerry Lee Lewis: His Own Story, il cite Sam Phillips qui explique son raisonnement : 

« J'ai toujours été très prudent à ne pas sortir trop de production de mes artistes, de façon à garantir un certain revenu... Il suffit de regarder certaines conneries qu'ils ont fait faire à Elvis Presley, juste parce qu'il était dans un spectacle permanent ou ce genre... Quand Jerry Lee s'est fait descendre par la presse, il aurait été stupide d'essayer de fourrer des produits dans la gorge des gens. Crois moi, juste avant que ça arrive, Jerry était la chose la plus chaude d'Amérique. »
L'album Jerry Lee's Greatest comprend Great Balls of Fire, le plus grand succès de Jerry Lee Lewis : le morceau n'avait pas été inclus dans son précédent album.

## Liste des chansons
Face A
1. Money (Janie Bradford (en), Berry Gordy) - 2:30
2. As Long As I Live (Dorsey Burnette) - 2:25
3. Hillbilly Music - 2:05 (Ferlin Husky)
4. Frankie and Johnny - 2:30
5. Home (Roger Miller) - 1:58
6. Hello, Hello Baby - 3:20

Face B
1. Let's Talk About Us (Otis Blackwell) - 2:05
2. What'd I Say (Ray Charles) - 2:25
3. Break Up (Charlie Rich) - 2:36
4. Great Balls of Fire (Otis Blackwell, Jack Hammer) - 1:50
5. Cold, Cold Heart (Hank Williams) - 3:02
6. Hello Josephine (Fats Domino, Dave Bartholomew) - 1:41

## Source de la traduction
- (en) Cet article est partiellement ou en totalité issu de l’article de Wikipédia en anglais intitulé « Jerry Lee's Greatest » (voir la liste des auteurs).